# Półmaraton
Półmaraton – bieg na dystansie 21 097,5 m; konkurencja lekkoatletyczna, zaliczana do biegów długich. Zawodnicy pokonują dystans równy połowie długości biegu maratońskiego.